# الرقة البحرية
قرية الرقة البحرية هي إحدى القرى التابعة لمركز أطفيح في محافظة الجيزة في جمهورية مصر العربية. حسب إحصاءات سنة 2006، بلغ إجمالي السكان في الرقة البحرية 4660 نسمة، منهم 2399 رجل و2261 امرأة.